# Sterrett (Alabama)
Sterrett es un lugar designado por el censo ubicado en el condado de Shelby en el estado estadounidense de Alabama. En el Censo de 2010 tenía una población de 712 habitantes y una densidad poblacional de 18,77 personas por km².

## Geografía
Sterrett se encuentra ubicado en las coordenadas 33°26′32″N 86°27′40″O / 33.44222, -86.46111. Según la Oficina del Censo de los Estados Unidos, Sterrett tiene una superficie total de 61.06 km², de la cual 59.38 km² corresponden a tierra firme y (2.75%) 1.68 km² es agua.

## Demografía
Según el censo de 2010, había 712 personas residiendo en Sterrett. La densidad de población era de 18,77 hab./km². De los 712 habitantes, Sterrett estaba compuesto por el 94.66% blancos, el 3.93% eran afroamericanos, el 0% eran amerindios, el 0% eran asiáticos, el 0% eran isleños del Pacífico, el 0.28% eran de otras razas y el 1.12% pertenecían a dos o más razas. Del total de la población el 0.7% eran hispanos o latinos de cualquier raza.